# Río Hato
Río Hato – miasto w prowincji Coclé w Panamie. Ludność: 15 701 (2010). W pobliżu miasta znajdują się hotele i ośrodki wypoczynkowe nad Pacyfikiem.
W miejscowości znajduje się lotnisko Rio Hato (ICAO: MPRH). Funkcjonuje ono na miejscu istniejącej w latach 1931–1990 amerykańskiej bazy wojskowej. W 2011 roku rząd panamski przyjął projekt przebudowy portu lotniczego za kwotę 53,2 mln USD.